# ハインリヒ72世 (ロイス＝ローベンシュタイン＝エーベルスドルフ侯)
ハインリヒ72世（Heinrich LXXII., 1797年3月27日 - 1853年2月17日）は、ロイス＝エーベルスドルフ侯（在位：1822年 - 1848年）およびロイス＝ローベンシュタイン侯（在位：1824年 - 1848年）。ロイス＝エーベルスドルフ侯ハインリヒ51世の息子。

## 生涯
ハインリヒ72世は1797年3月27日、ハインリヒ51世とその妃であったホイム侯ゴットヘルフの娘ルイーゼの間にエーベルスドルフで生まれた。1822年に父の死去によってロイス＝エーベルスドルフ侯となった。さらに1824年に遠戚のロイス＝ローベンシュタイン侯ハインリヒ54世が嗣子なく歿するとその遺領も継承し、以後彼の侯国はロイス＝ローベンシュタイン＝エーベルスドルフと称されるようになった。
自由主義的な改革を求める1848年革命が彼の侯国に波及すると1848年10月1日にハインリヒ72世は退位し、主権を相続人であった遠戚のロイス＝シュライツ侯ハインリヒ62世へ譲渡した。ハインリヒ62世はロイス＝シュライツとロイス＝ローベンシュタイン＝エーベルスドルフを統合し、国号をロイス＝ゲーラ侯国（弟系ロイス侯国）と改めた。
退位後ハインリヒ72世はザクセン王国へ移り、1853年2月17日にドレスデンで死去した。
ハインリヒ72世の「72世」は、君主名に付けられる序数の中で最も大きい数として、ギネス・ワールド・レコーズに登録されている。序数がこれほど大きな数になっているのは、ロイス家では家法ですべての男子が「ハインリヒ」を名乗ると定めており、序数を付けてそれぞれを区別するという特殊な事情がある（ロイス家参照）。